# Reda El Amrani
Reda El Amrani (* 19. Mai 1988 in Casablanca) ist ein marokkanischer Tennisspieler.

## Karriere
El Amrani spielt hauptsächlich auf der Future Tour, wo er bislang acht Titel im Einzel und fünf Titel im Doppel gewann.
2009 kam er in Casablanca beim Grand Prix Hassan II durch eine Wildcard zu seinem Debüt im Einzel und Doppel auf der ATP World Tour. Er verlor beide Matches.
2016 nahm er mit einer Wildcard an der Doppelkonkurrenz in Marrakesch teil, wo er in der Auftaktrunde unterlag. Von 2013 bis 2016 bestritt er sonst keine Matches und wird auch nicht in der Weltrangliste geführt.
Im Davis Cup kam er 2007 zum ersten Mal zum Einsatz. Bis zu seinem letzten Einsatz 2011 spielte El Amrani insgesamt zwölfmal für Marokko im Davis Cup. Dabei hat er eine Bilanz von 11:6.
Neben Arabisch spricht er Englisch und Französisch.